# Simen Grimsrud
Simen Key Grimsrud (* 22. März 1992 in Asker) ist ein ehemaliger norwegischer Skispringer.

## Werdegang
Auf einen Podestplatz sprang Simen Grimsrud am 29. Juli 2006 auf der Großen Olympiaschanze in Garmisch-Partenkirchen in einem Juniorenspringen: Auf der HS89-Schanze wurde er hinter Jan Mayländer Zweiter. Der größte Erfolg Simen Grimsruds im Juniorenbereich war der Gewinn der Goldmedaille bei den Nordischen Junioren-Skiweltmeisterschaften 2012 in Erzurum im Mannschaftsspringen von der Normalschanze.
Seit 2008 springt er bei den Senioren, zuerst im FIS Cup und seit der Saison 2009/10 im Skisprung-Continental-Cup. Seinen ersten Sieg bei einem FIS-Cup-Springen feierte er am 9. Dezember 2011 in Notodden. Am 4. Februar 2012 wurde er im Continental Cup auf der Inselbergschanze in Brotterode hinter Anders Fannemel Zweiter. Seine ersten Weltcuppunkte im Skisprung-Weltcup sammelte Grimsrud beim zweiten Springen der Saison 2012/13 am 25. November 2012 auf dem HS138-Lysgårdsbakken in Lillehammer mit seinem 28. Platz.
Mit der Mannschaft aus Akershus gewann er im November 2012 in Rena mit Kim René Elverum Sorsell, Espen Enger Halvorsen und Tom Hilde die norwegische Mannschaftsmeisterschaft 2013 von der Normalschanze.

## Statistik

### Weltcup-Platzierungen
| Saison  | Platz | Punkte |
| ------- | ----- | ------ |
| 2012/13 | 078.  | 0003   |
| 2013/14 | 082.  | 0001   |

### Continental-Cup-Platzierungen
| Saison  | Platz | Punkte |
| ------- | ----- | ------ |
| 2011/12 | 031.  | 213    |
| 2012/13 | 151.  | 014    |
| 2013/14 | 027.  | 278    |

### FIS-Cup-Platzierungen
| Saison  | Platz | Punkte |
| ------- | ----- | ------ |
| 2008/09 | 238   | 02     |
| 2009/10 | 078   | 065    |
| 2010/11 | 086   | 072    |
| 2011/12 | 017   | 180    |